# Brečići
Brečići falu Horvátországban, Dubrovnik-Neretva megyében. Közigazgatásilag Pojezerje községhez tartozik.

## Fekvése
Makarskától légvonalban 42, közúton 53 km-re délkeletre, községközpontjától 6 km-re délkeletre, az A1-es autópályától délre, Kobiljača közvetlen szomszédságában fekszik.

## Története
A térség török uralom végével a 17. század végén 1690 körül népesült be. A lakosság döntően azoktól a betelepülőktől származott, akik a moreai háború (1684-1699) idején érkeztek ide Hercegovinából Mate Bebić szerdár vezetése alatt. Az idők folyamán, különösen a hercegovinai határt megállapító pozsareváci békével (1718) zárult ún. kis háború után azonban ezeket a családokat újak váltották fel. 1767-ben az otrić-strugei plébániát, melyhez a település is tartozott leválasztották a podjezerjei plébániáról. A plébánia székhelye kezdetben Strugén volt, csak a 18. század végén lett a székhely Otrićon, a plébániatemplom pedig az ottani Szent Miklós templom lett, ahogy máig is így van. A velencei uralomnak 1797-ben vége szakadt és osztrák csapatok vonultak be Dalmáciába. 1806-ban az osztrákokat legyőző franciák uralma alá került, de Napóleon lipcsei veresége után 1813-ban újra az osztrákoké lett. 1880-ban 86, 1910-ben 134 lakosa volt. 1918-ban az új szerb-horvát-szlovén állam, majd később Jugoszlávia része lett. A második világháború idején a Független Horvát Állam része volt. A háború után megindult a lakosság kivándorlása főként a délkeletre fekvő Metkovićra, kisebb részben az újonnan alapított Kobiljačára. A településnek 2011-ben már nem volt állandó lakossága.

## Népesség
| Lakosság változása | Lakosság változása | Lakosság változása | Lakosság változása | Lakosság változása | Lakosság változása | Lakosság változása | Lakosság változása | Lakosság változása | Lakosság változása | Lakosság változása | Lakosság változása | Lakosság változása | Lakosság változása | Lakosság változása | Lakosság változása |
| ------------------ | ------------------ | ------------------ | ------------------ | ------------------ | ------------------ | ------------------ | ------------------ | ------------------ | ------------------ | ------------------ | ------------------ | ------------------ | ------------------ | ------------------ | ------------------ |
| 1857               | 1869               | 1880               | 1890               | 1900               | 1910               | 1921               | 1931               | 1948               | 1953               | 1961               | 1971               | 1981               | 1991               | 2001               | 2011               |
| 0                  | 0                  | 86                 | 104                | 124                | 134                | 0                  | 0                  | 281                | 212                | 214                | 34                 | 0                  | 0                  | 0                  | 0                  |

(1991-től Dubrave különálló részeként. 1900-ban, 1910-ben és 1948-ban önálló településként. 1857-ben, 1869-ben, 1921-ben és 1931-ben lakosságát Pozla Gorához számították. 1981-ben, 1991-ben, 2001-ben és 2011-ben lakosság nélkül.)